# Sergio Amidei
Sergio Amidei (n. 30 octombrie 1904 – d. 14 aprilie 1981) a fost un scenarist italian și o figură importantă în neorealismul cinematografic italian.
Amidei s-a născut în Trieste. El a lucrat cu regizori italieni renumiți precum Roberto Rossellini și Vittorio De Sica. A fost nominalizat la patru premii Oscar: în 1946 pentru Roma, oraș deschis, în 1947 pentru Sciuscià, în 1949 pentru Paisà și în 1961 pentru Il generale della Rovere. În 1963 a fost membru al juriului la Festivalul Internațional de Film de la Moscova, făcând parte din jurul aceluiași festival și în 1975.
A murit la Roma.

## Filmografie selectivă
- Don Bosco (1935)
- Pietro Micca (1938)
- Jealousy (1942)
- Don Cesare di Bazan (1942)
- The Queen of Navarre (1942)
- Sad Loves (1943)
- Pact with the Devil (1950)